# Великолукская крепость

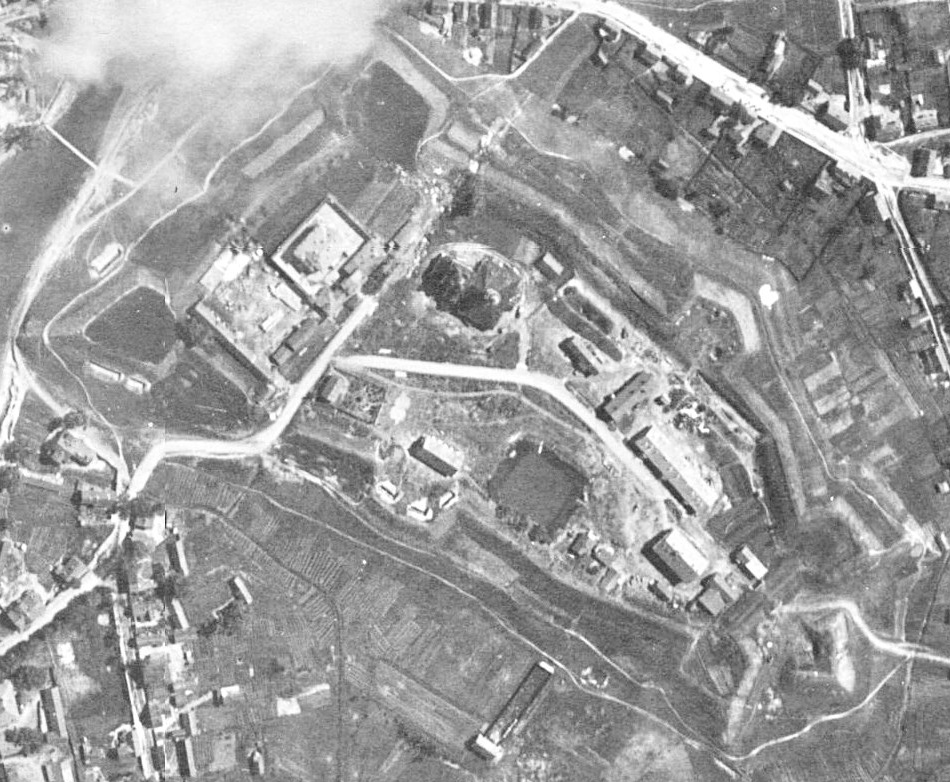
Предвоенный вид с воздуха на Великолукскую крепость

Бастионная, земляная Великолукская крепость — крепость в городе Великие Луки (Псковской области, России). Горожанами обычно называется «Валом» или «Крепостью».

## История

### Крепость и кремль до конца XVI в.
Крепостные укрепления занимали значительное место в топографии средневековых Великих Лук, оказали существенное влияние на формирование и развитие пространственной структуры города. Первое известие о наличии в Луках укрепленного места относится к 1198 г. В летописном сообщении отмечалось, что при нашествии на Луки литовцы и полочане «пожьгоша хоромы, а лучяне устерегошася и избыша в город». Понятие «город» выступает в источнике в значении кремля.
Следующее известие о крепостных сооружениях Лук связано с их строительством в 1211 г. Под этой датой в Новгородской первой летописи старшего извода сообщается: «И посла князь Мстислав Дмитра Якуниця на Лукы с новгородцы города ставить». Есть основания полагать, что «города» возводились на территории, занимаемой современными Великими Луками.
Новый этап в истории крепостных сооружений Великих Лук, отраженный в источниках, определяется летописным сообщением 1493 г.: «повелением великого князя Ивана Васильевича, поставиша град древян на Луках на Великих по старой основе». В известии подчеркивается постоянство местоположения укреплений относительно прежнего периода их существования. Вероятно, «град древян» был выстроен на том же месте, что и «города» в 1211 г.
Наличие крепостных укреплений в Великих Луках первой четверти XVI в. отметил в своем сочинении «Записки о Московии» австрийский дипломат Сигизмунд Герберштейн, побывавший в России в 1517 г. и 1526 г.
Выражения «крепость и кремль», применимое для характеристики Великих Лук, раскрывает Михаил Иванович Семевский:
В средние века существовало два кольца укреплений: «крепости» — земляного вала с высоким и толстым острогом и деревянными башнями с проезжими воротами на углах, — опоясывающей территорию города по обоим берегам р. Ловать, и «кремля», располагавшегося в юго-западной части «крепости», на левом берегу реки, напротив острова Дятлинка. Первоначально укрепления «кремля» состояли из частокола или дубового тынника, каждое бревно которого имело до 10 дюймов (25,4 см) в диаметре. В XIV в. или XV в. на месте частокола появились деревянные стены с наклонно вбитым в ров тыном, длина которых составляла 503 сажени (1086,4 м). Вдоль стены, на углах, размещались 12 башен, самые обширные из них — Воскресенская (шестиугольная) и Спасская (четырехугольная).
В результате осады города войском Стефана Батория 26 августа — 5 сентября 1580 г, крепость и кремль были разрушены, деревянные конструкции укреплений сгорели, но тогда же Стефан Баторий начал советоваться о постройке нового замка. 6 сентября король «ездил осматривать место для постройки, но не нашел лучшего, чем старое», «решено употребить самое большое старание, чтобы восстановить и укрепить» разрушенную цитадель. Король самостоятельно составил план укрепления, возводимого на прежнем месте кремля. В строительстве принимали участие венгерские, литовские и польские солдаты. К 17 сентября 1580 г. основные работы по восстановлению крепостных сооружений были выполнены, насыпались туры. Восстановительные работы проведённые в столь короткие сроки не предусматривали восстановления всех оборонительных сооружений города.
Судя по отсутствию в более поздних источниках известий по восстановлении укреплений посада, можно считать, что в августе 1580 г. они навсегда утратили своё стратегическое значение. К этому же времени понятие «Великолукский кремль» полностью заменяет названием «Великолукская крепость». В расписном списке 1640 г. отмечается: «а на Луках Великих около города… и в городе и около посаду Казачьих и Стрелецких и Пушкарских слобод острогу и иных никаких крепостей нет».
Однако в топографии Великих Лук сохранялись очевидные следы бывших крепостных сооружений. В документах XVII—XVIII вв. довольно часто встречаются топонимы, обозначавшие остатки укреплений посада: старый городовой вал, старый острог, старый вал и ров.
Во время Смуты начала XVII в. крепость вновь подвергалась разрушению. Причиной тому служили набеги отрядов А. Просовецкого, донских казаков во главе с полковником А. Лисовским. В сообщении псковских летописей 1610 г. отмечалось, что Григорий Валуев с отрядом «пришед в нощи искрадом, Луки Великие высек, многое множество православных християн, и выжег». Таким образом, к началу второго десятилетия XVII в. крепостные укрепления сильно пострадали и крепость Великих Лук утратила обороноспособность.

### Крепость 1635 года
Описание топографии крепостных укреплений Великих Лук от 1635 г. Крепость, в документах, как это было принято в средневековой Руси, обозначали топонимом «город»:
Деревянный «город» состоял из городовых стен, 12 башен, две из которых — с проезжими воротами. Общая длина укреплений составляла, от 521 сажени (1125 м) до 535 саженей с полусаженью (1156 м).
Башни:
- Воскресенская с проезжими воротами — «мерою в длину пять сажен, поперег тоже» (10,8х10,8 м), в два боя. На башне находился вестовой колокол, возвещавший горожанам о праздниках, наступлении неприятеля, пожарах.
- Михайловская — «мерою в длину три сажени, поперег тож» (6,4х6,4 м), в два боя. Расположена между Воскресенской и Спасской башнями, от последней по городовой стене на расстоянии 60 сажен (129,6 м).
- Спасская с проезжими воротами — «мерою в длину пять сажен без четверти аршина, поперег полпятых сажени» (10,7х9,6 м), в два боя. Спасские ворота имели захаб и в захабе отводную башню «мерою полтрети сажени, поперег тож» (5,3х5,3 м).
- Макаревская — «мерою в длину три сажени с четверти аршина, поперег тож» (6,6x6,6 м), в два боя. Располагалась между Спасской и Пятницкой башнями, до последней по городовой стене — 40 саженей с полусаженью (87,4 м).
- Пятницкая — «мерою в длину три сажени с четверти аршина, поперег тож» (6,6x6,6 м), в два боя. Поставлена была между Макаревской и Благовещенской башнями, до последней от неё — «мерою городовые стены тритцать полтрети сажени» (65,1 м).
- Благовещенская — «мерою в длину четыре сажени, поперег тож» (8,6x8,6 м), в два боя. Располагалась между Пятницкой и Дубовой башнями. От Дубовой башни отстоит на 36 саженей (77,7 м).
- Дубовая — «мерою в длину полтрети сажени, поперег тож» (5,3x5,3 м), в два боя. До Успенской башни городовая стена в 30,5 саженей (65,8 м).
- Успенская — «мерою в длину пять сажен с четверти аршина, поперег тож» (10,9x10,9 м), в два боя. Располагалась между Дубовой и Никольской башнями. До Никольской башни — «мерою городовые стены сорок полосьма сажени» (87,6 м).
- Никольская — «мерою в длину пять сажен, а поперег тож» (10,8x10,8 м), в два боя. Ближайшие башни — Успенская и Троицкая, до последней — «мерою городовые стены сорок полчетверти сажени» (87,7 м).
- Троицкая — «мерою в длину три сажени, поперег тож» (6,4х6,4 м), в два боя. Ближайшие башни — Никольская и Покровская. Между Троицкой и Покровской башнями городовая стена величиной в 43. сажени (92,8 м).
- Покровская — «мерою в длину три сажени, поперег тож» (6,4х6,4 м). Находилась между Троицкой и Егорьевской башнями, а до последней от неё — 61 сажень (111,2 м).
- Егорьевская — «мерою в длину три сажени, поперег тож» (6,4x6,4 м), в два боя. Располагалась — между Покровской и Воскресенской башнями. От Егоревской до Воскресенской башни — 40 саженей (86,4 м).

«Город» был окружен валом и рвом, в котором «устроен частокол для крепости, чтоб тот ров не осыпался». Для проезда через ров служили мосты у Воскресенской и Спасской башен. Между валом и рвом, «около города», были установлены «рогатки дубовые и елевые в колодах».
Отстраивать «крепость» пришлось после пожара, произошедшего в ночь с 4 на 5 октября 1680 г.: были установлены двойные деревянные стены с насыпанной между ними землёй; башни восстановили «в прежнем виде», сохранив их названия и местоположение. Представленная система укреплений, существовала до 1704 г.

### Крепость бастионного типа

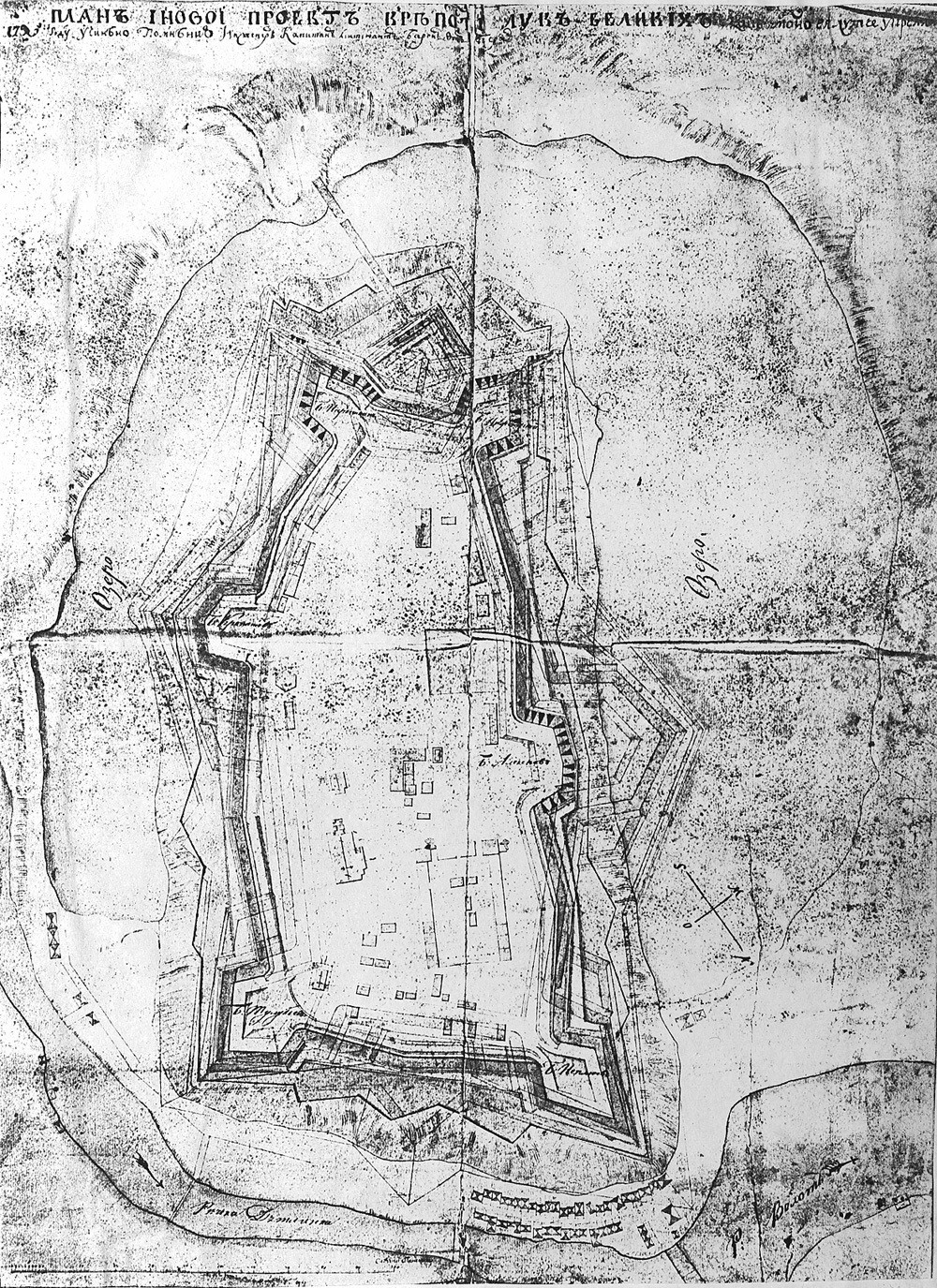
План Великолукской крепости 1720 года
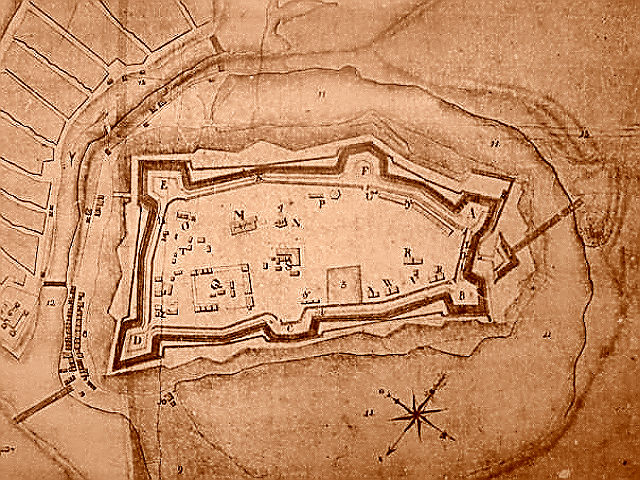
План Великолуцкой крепости (60 г. XVIII в.)
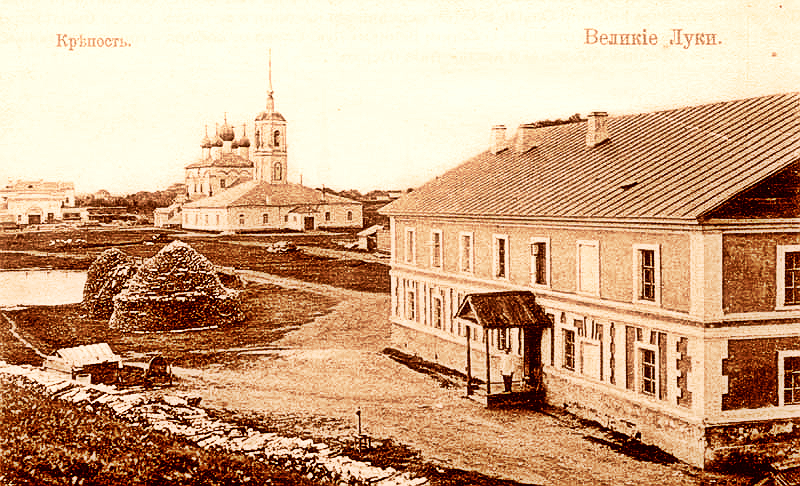
Строения в крепости — XIX век
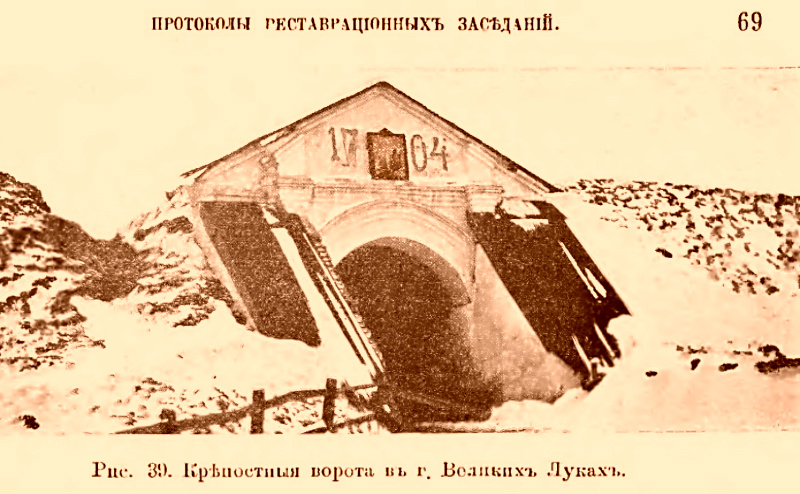
Крепостные ворота

В 1704 году во время Северной войны, по указу Петра I на левом берегу реки Ловать вместо прежней обветшавшей крепости была построена крепость бастионного типа.
Её проект разработал русский математик Леонтий Филиппович Магницкий.
Главный надзор за этим строительством осуществлял генерал Нарышкин, Семен Григорьевич.
Крепость в год окончания строительства (1708) представляла собой неправильный шестиугольник, состоящий из 6 бастионов по углам и равелинами между ними, укрепленных двенадцатью медными и сорока чугунными пушками, а также двумя мортирами.
Бастионы:

| - Юго-западный — Нарышкин; - Северо-западный — Инженерный; | - Северный — Алексеев; - Северо-восточный — Неплюев; | - Юго-восточный — Толубьев; - Южный — Кропотов. |

Для входа в крепость в северной и западной частей вала имелись двое сводчатых каменных ворот.
Высота земляного вала составляла 10 саженей (21,3 метра);
высота с наружной стороны земляного вала достигала 50 метров;
общая высота от уровня Балтийского моря равна 115 метрам;
окружность всех шести валов достигает 2-х километров; общая внутренняя площадь её — 11,8 гектара.
Возводили её солдаты и крепостные крестьяне.
Однако, после Полтавской битвы — 27 июня 1709 г. крепость утратила своё значение военного объекта.
В период Отечественной войны 1812 года крепость служила важным сборным пунктом русских войск, отправляющихся на борьбу с Наполеоном.

#### Постройки внутри крепости
Все эти сооружения являли собой город-крепость:

| - Собор Воскресения Христова с приделами Рождества Пресвятыя Богородицы и Владимирской Божьей Матери; - Церковь Николая Чудотворца; - Пороховой погреб; - Казармы; | - Гауптвахта; - Магазины; - Амбары; - Кузница; | - Комендантский двор; - Канцелярия; - Тюрьма; - Продовольственные склады. |

Имелось небольшое озеро с чистой водой. В восточной стороне был сооружен выход-тайник, ведущий к реке Ловать. Существует легенда, что ещё один выход-тайник был прорыт под Ловатью и выходил в городе внутри церкви, впоследствии был затоплен. Имеются свидетельства очевидцев, что на западной стороне Крепости от места, где был расположен католический костел, в направлении бастиона (с установленным памятником танкистам) существует засыпанный подземный ход, его обрушившиеся своды (из красного кирпича) были видны на склоне рва возле остатков костёла. Но возможно это всего лишь обломки собственно самого костёла, ошибочно принятые за своды подземного хода.
Великолукская крепость, как и любой другой исторический объект, со временем обрастает городскими легендами, как пример одной из них, можно привести следующее утверждение местного жителя проживавшего в первое послевоенное время в полуземлянке на улице Новослободской, непосредственно примыкающей к Крепости. Так вот он утверждал, что сразу после освобождения Крепости от немцев, в районе северных ворот имелись фрагменты подземного хода внутри крепостного вала (вдоль него). Якобы этот ход хотя и был высотой в полный рост, но при этом был настолько узким, что пройти по нему мог только один человек, а для того, чтобы разойтись со встречным были устроены своего рода карманы, в которые становился человек чтобы пропустить двигавшегося во встречном направлении. В дальнейшем в целях безопасности этот ход был завален разбитой немецкой армейской кухней и засыпан землёй. Был ли этот ход оборудован немецкими солдатами или он имеет более древнюю историю выяснить не удалось, тем более что очевидец (в послевоенные годы бывший подростком) ушёл из жизни в 80-х годах прошлого века. Но на указанном им месте действительно, при проведении самостоятельных «раскопок» в 1986—1987 гг. местными мальчишками было обнаружено засыпанное землёй некое металлическое транспортное средство, раскопать которое не удалось из-за его больших размеров, но отчетливо было определено массивное прицепное устройство, имевшееся у данного объекта, и предназначавшееся, по-видимому, для его транспортировки тягачом. Попутно при «раскопках», помимо многочисленных лошадиных костей, немецких монет, пуговиц, патронов, гильз и т. п. предметов, были обнаружены фрагменты кованных (плетеная решетка) ворот.
```
В 60-е - 70-е годы прошлого столетия в крепостных воротах справа и слева были входы в земляной вал, закрытые металлическими решётчатыми дверьми. В настоящее время эти входы замурованы реставраторами. В те же годы на южном склоне было два дота. Сейчас один из них ещё можно с трудом отыскать. 
```

На том месте, где находится холм с крестом были развалины церкви, а рядом два или три бетонных колодца, очевидно, предназначенных для хранения воды. Существует легенда, что церковь была связана подземными ходами с другими церквями города, один из которых пролегал под рекой.
Насколько правдива эта городская легенда и какие тайны хранит в себе Великолукская крепость предстоит выяснить будущим поколениям краеведов и археологов.

### Крепость во время Великой Отечественной войны и позднее
Свой последний бой крепость приняла во время Великолукской операции в период 55-дневных боев: с 25 ноября 1942 года по 17 января 1943 года. Именно она явилась центральным местом разгрома фашистов в Великих Луках: в её стенах 3 января 1943 года совершили бессмертный подвиг пять советских танкистов.
Гарнизон крепости состоял примерно из 600 немецких солдат, она была отлично защищена. По валу проходили траншеи. Перед ними — остатки другого крепостного вала. За основным валом — контрэскарпы, оборудованные по всем правилам инженерной науки, противотанковые рвы. За ними проволочные заграждения, подвалы-дзоты. В опорные пункты превращены тюрьма, церковь и две казармы. К северо-западу крепость имела с вала три водосточные трубы, а также проход — остатки бывших ворот. Все подступы к крепости находились под фланговым огнём пулемётов, установленных на угловых, бастионах. С внешней стороны вал имел обледенелые скаты, каждую ночь поливаемые водой.
Советские войска шесть раз штурмовали крепость, и все здания в крепости были полностью разрушены, она была взята во время очередного штурма бойцами 357-й стрелковой дивизии 16 января 1943 года.
Памятник федерального значения Постановлением СМ РСФСР № 1327 от 30.08.1960. Музеефицирован в 1971 г.

## Современное архитектурное описание и использование
Бастионы на сегодняшний день имеют прежнюю конфигурацию: длина по периметру 2 км. Валы и бастионы осевшие, покрытые травой, высота в среднем 12-16 метров, по  верхушкам земляных валов проложены дощатые пешеходные дорожки. На наружных склонах разбит парк. Сохранились остатки западных — Главных ворот. Небольшой холм в центре крепости до сих пор сохраняет фундамент собора Воскресения Христова. Своды собора сохранялись до середины 80-х годов XX века, пока, во избежание несчастных случаев, не были взорваны саперами, так как городские мальчишки из близлежащих к Крепости домов постоянно раскапывали оставшиеся со времен Великой Отечественной войны взрывоопасные боеприпасы. С запада находятся руины предкрепостного укрепления — равелина.
- В 1960 году на северо-восточном («Неплюевском») бастионе, высота которого превышает 20 метров над уровнем Ловати, установлен памятник воинам, погибшим в боях за город Великие Луки в декабре 1942 — январе 1943 года. Автор эстонский архитектор М. Порт.
- На северо-западном («Инженерном») бастионе установлен памятник — танк «Т-34», памятник всем танкистам, освобождавшим Великие Луки.

Использование: 
- музейный показ;
- место отдыха горожан;
- неофициальная спортивная площадка (футбол, бег на средние дистанции);
- стартовая площадка для аэростатов в дни проведения международных встреч воздухоплавателей[1].

Градостроительная ценность: 
Как памятник истории имеет особое значение и с точки зрения научно-исторической, и с точки зрения общественной. В целом, вместе с установленными на бастионах памятниками периода Великой Отечественной войны, земляные бастионы представляют ценный комплекс, свидетельствующий о силе и славе русского оружия.

## Сохранение и реставрация
Является объектом культурного наследия федерального значения «Земляной вал. Крепость».
- 27 октября 2011 г., в ходе рабочей поездки в Великие Луки губернатор А. Турчак в сопровождении Главы Администрации города Н. Козловского осмотрел крепость[2].
- Государственным комитетом Псковской области по культуре разработан план-график проведения работ по сохранению исторического памятника, согласно которому работы должны проводиться в несколько этапов.

В 2012 г. предполагается выполнение противоаварийных, ремонтно-реставрационных и консервационных работ на Западных воротах крепости. И одновременное проведение архивно-библиографических исследований и полевых работ, разработка концепции музеефикации. На это в рамках областной долгосрочной целевой программы «Культурное наследие Псковской области 2011—2015 гг.» отпущено 3678,4 тыс. руб.
Также в 2012 г. предполагается выполнение проекта музеефикации, его согласование и экспертиза. Из бюджета муниципального образования «Город Великие Луки» на это будет выделено 432,5 тыс. руб.

## Археологические раскопки
- 1927 год, организованы местным краеведческим кружком, удалось найти старинное оружие, кольчугу, три шлема и два ядра.
- 1965 год, на глубине полутора — двух метров обнаружены: ядро, серьга XVI века, венцы деревянных строений и много черепков различной давности.
- 1998 год, псковским институтом «Спецпроектреставрация» были проведены некоторые предреставрационные работы — архитектурные обмеры и археологические изыскания. Но из-за отсутствия финансирования дальнейшие работы были остановлены.
- 2012 год.

## Виды Великолукской крепости

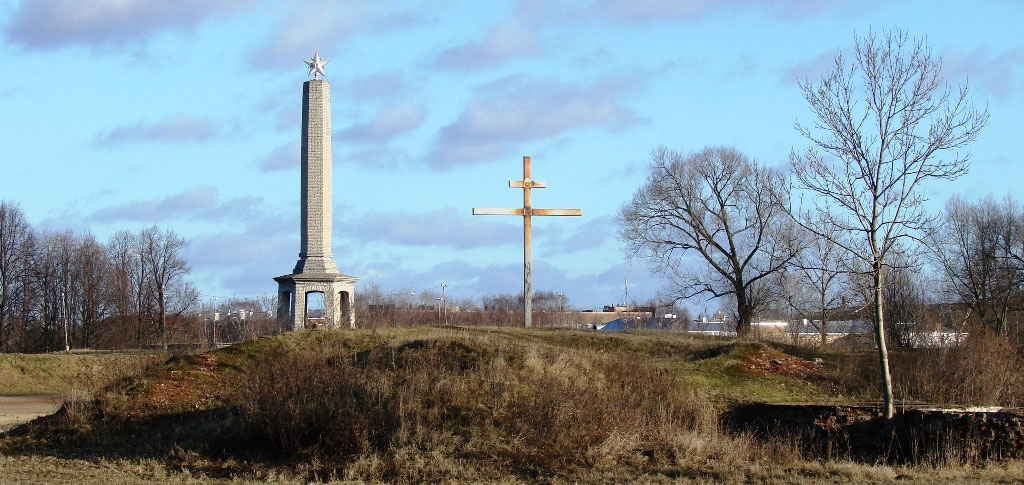
Фундамент собора Воскресения Христова
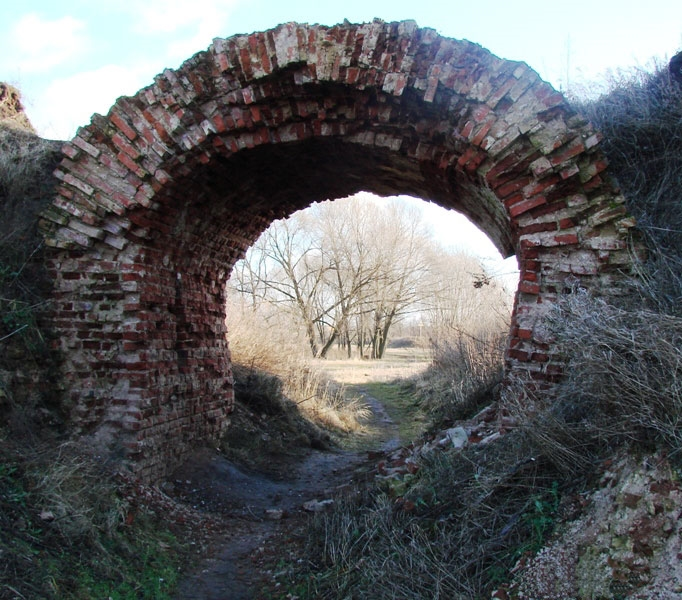
Западные ворота
Крепость-памятник археологии
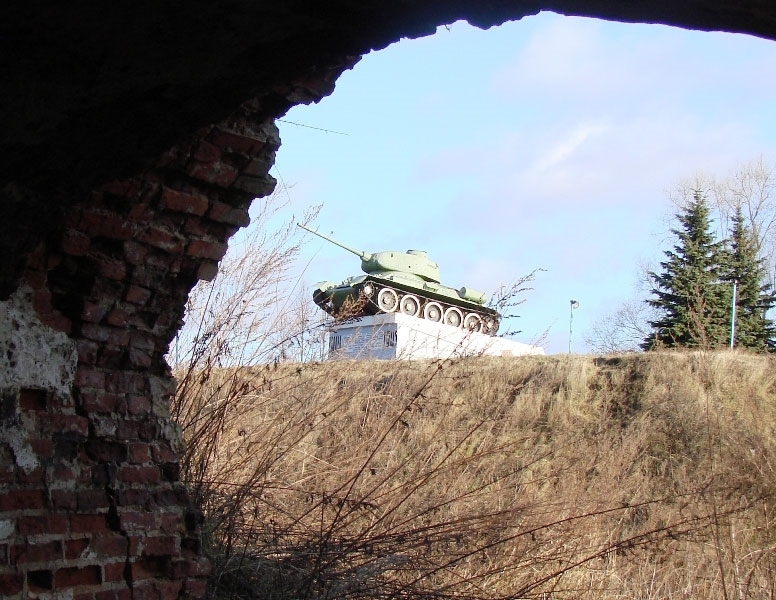
Памятник танкистам
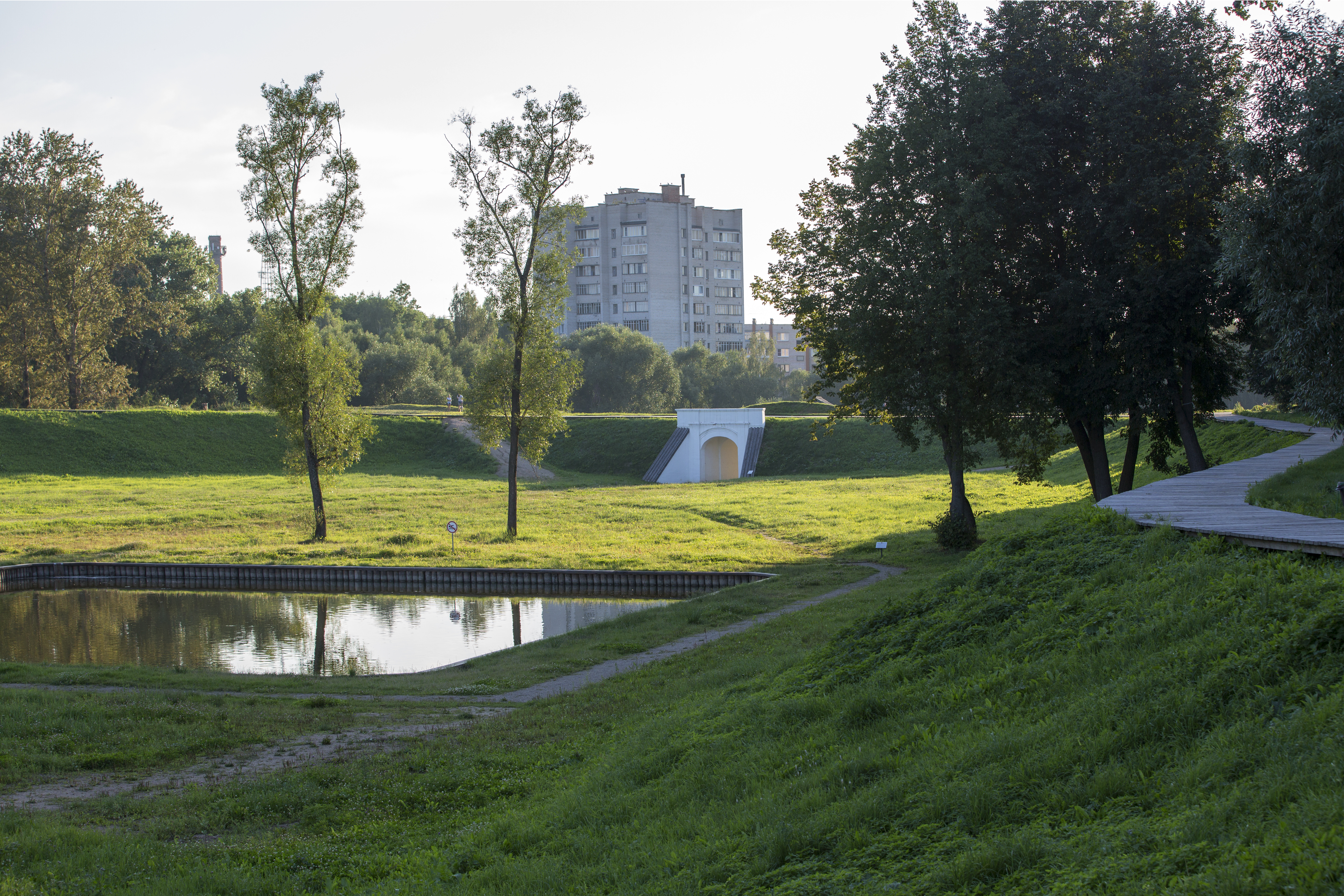
Земляной вал "Крепость"
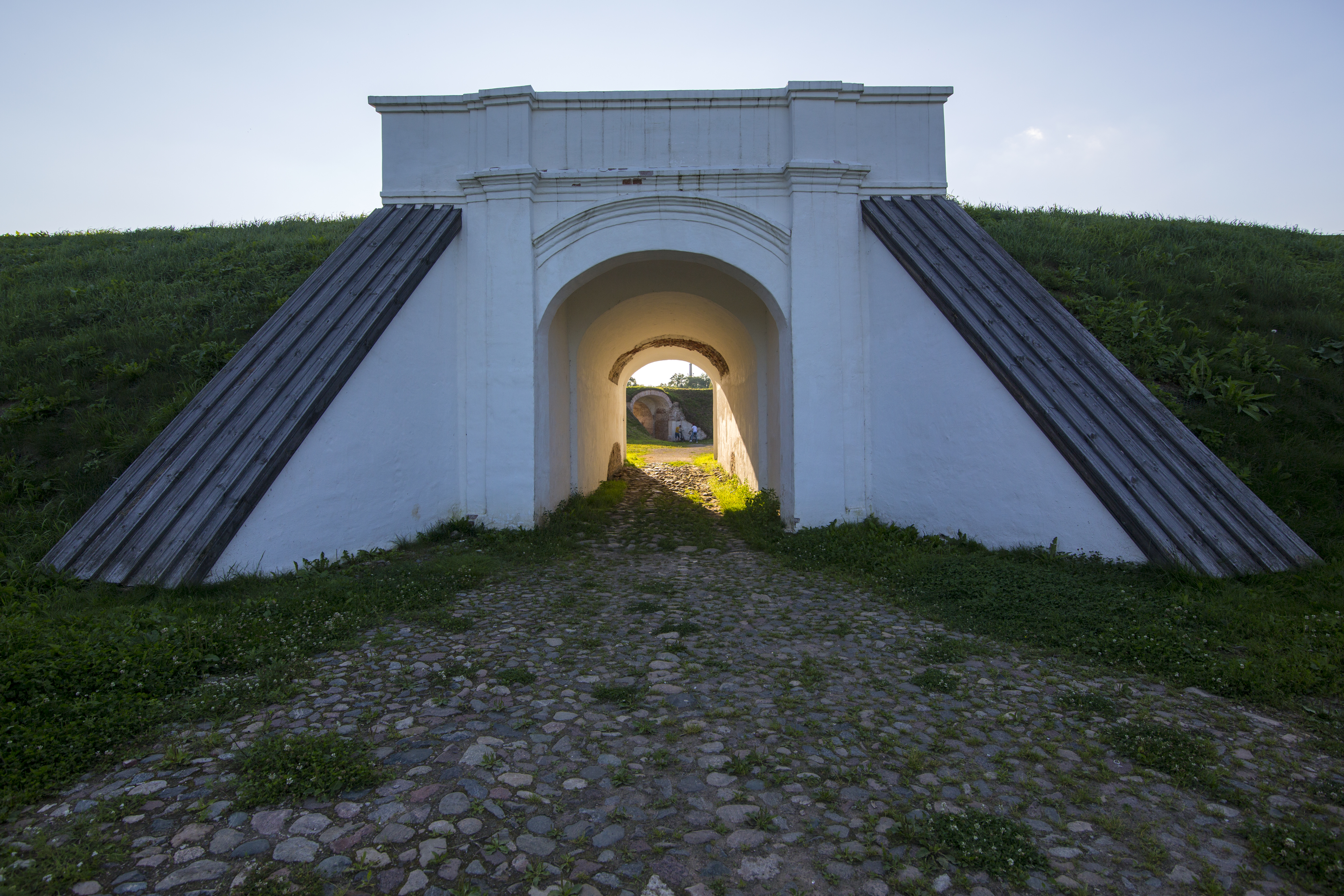
Западные ворота крепости
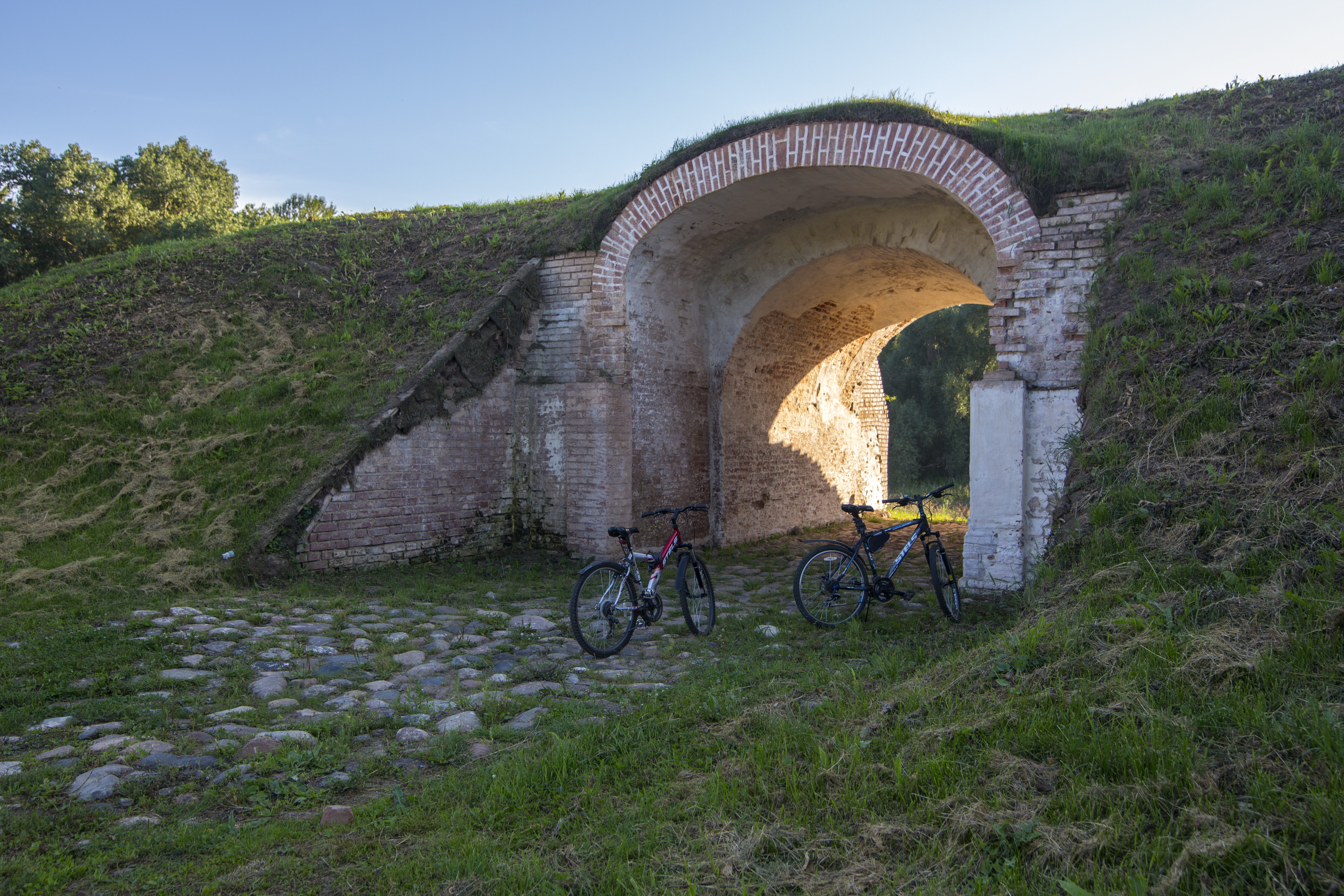
Равелинный бастион
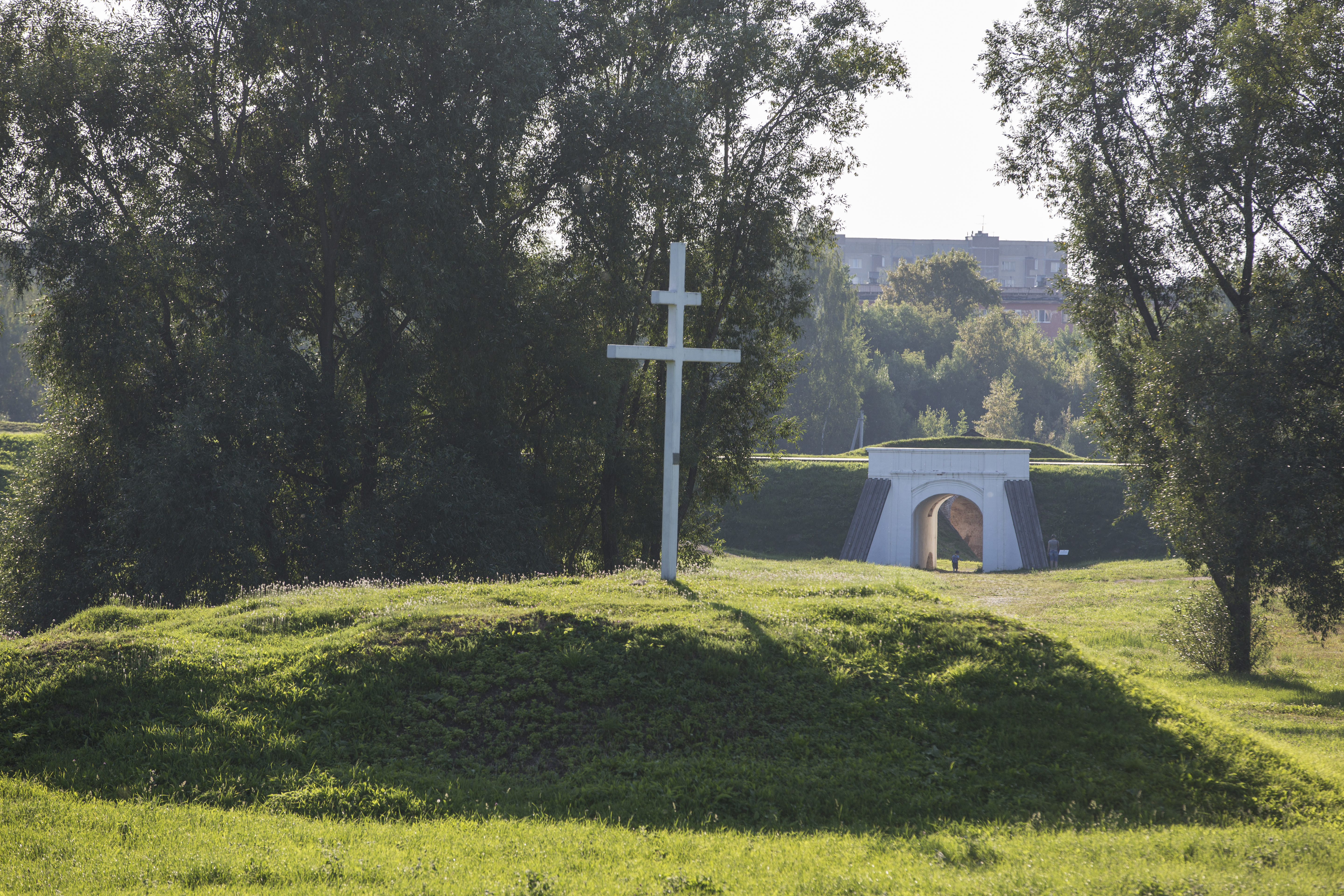
Вид на западные ворота